# 中国国民党革命委员会江西省委员会
中国国民党革命委员会江西省委员会，简称民革江西省委、江西民革，是中国国民党革命委员会在江西省的地方组织。